# سعادى عنقودي
سُعادى عنقودي هو نوع من النباتات المزهرة في الفصيلة السعدية، ذو انتشار واسع في آسية شبه الاستوائية والمدارية ومعظم شبه القارة الهندية وجنوب الصين وغينيا الجديدة.